# Берген (Целле)
Берген (нем. Bergen) — город в Германии, в земле Нижняя Саксония.
Входит в состав района Целле. Население составляет 12 942 человека (на 31 декабря 2010 года). Занимает площадь 163,77 км². Официальный код — 03 3 51 004.
Город подразделяется на 13 городских районов.
| Год  | Население |
| ---- | --------- |
| 1990 | 12 421    |
| 1995 | 13 526    |
| 2000 | 13 737    |
| 2005 | 13 505    |
| 2010 | 13 013    |